# Lake Chapman
Lake Chapman är en sjö i Antarktis. Den ligger i Östantarktis. Nya Zeeland gör anspråk på området. Lake Chapman ligger 234 meter över havet.